# Anières

Anières é uma comuna suíça do Cantão de Genebra na  margem esquerda do Lago Lemano. Faz fronteira com a antiga cidade da comuna suíça de Hermance e com a Alta Saboia francesa. 
Encontra-se na chamada  Região Lemánica e mais precisamente na parte chamada de Lago de Genebra do Pequeno Lago